# William Pirrie
Lord William James Pirrie (Québec, 31 maggio 1847 – Cuba, 7 giugno 1924) è stato un imprenditore irlandese, presidente della società di costruzioni navali Harland and Wolff di Belfast dal 1895 al 1924.

## Biografia
Pirrie nacque a Québec, in Canada, da James Alexander Pirrie ed Eliza Swan Montgomery Pirrie, entrambi irlandesi. All'età di due anni tornò in Irlanda e trascorse l'infanzia a Conlig, nella contea di Down. Facente parte di una prominente famiglia, tra i suoi discendenti si trovano John Miller Andrews, primo ministro dell'Irlanda del Nord e il nipote Thomas Andrews, ingegnere e progettista del Titanic.

## Carriera
Educato alla Royal Belfast Academical Institution, nel 1862 entrò come apprendista ai cantieri navali della Harland and Wolff. Dodici anni dopo divenne socio dell'azienda e, alla morte di Sir Edward Harland nel 1895, ne assunse la presidenza, incarico che mantenne sino alla morte.

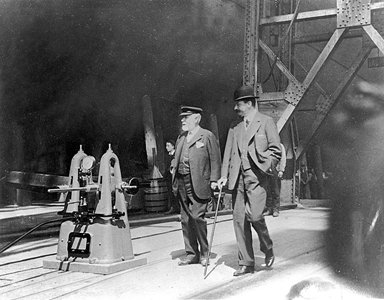
Pirrie (a sinistra) e Joseph Bruce Ismay al cantiere del Titanic.

Oltre a sovrintendere al cantiere navale con il bacino di carenaggio più grande al mondo, nel 1896 Pirrie venne eletto sindaco di Belfast e nel 1898 gli venne conferita la cittadinanza onoraria. Nel 1906 gli venne assegnato il titolo di Barone Pirrie di Belfast, in seguito ai successi imprenditoriali ottenuti come presidente della Harland and Wolff; nel 1908 ottenne il titolo di Cavaliere dell'Ordine di San Patrizio.
Tra il 1909 e il 1912 la Harland and Wolff costruì l'RMS Olympic e l'RMS Titanic; Pirrie partecipò al viaggio inaugurale del primo, mentre per il secondo fu costretto a restare a terra a causa di un'influenza, scampando al naufragio che invece costò la vita al nipote Thomas Andrews.
Dal 1908 al 1914 fu segretario della Queen's University di Belfast. Dopo la Grande Guerra, nel 1921 venne eletto al Senato dell'Irlanda del Nord. Nello stesso anno venne creato Visconte Pirrie di Belfast.

## Vita personale
William Pirrie sposò Margaret Montgomery Carlisle, figlia di John Carlisle, M.A. di Belfast, il 17 aprile 1879.
Pirrie morì di broncopolmonite il 7 giugno 1924, nel mare al largo di Cuba, durante un viaggio d'affari verso il Sudafrica. La salma venne trasportata da New York a bordo dell'RMS Olympic e venne sepolto al cimitero di Belfast. I titoli di Barone Pirrie e di Visconte Pirrie decaddero alla sua morte.
Un memoriale a Pirrie è stato eretto, nel 2006, nei sotterranei della Belfast City Hall.